# Chaspusac
Chaspuzac és un municipi francès situat al departament de l'Alt Loira i a la regió d'Alvèrnia-Roine-Alps. L'any 2007 tenia 630 habitants.

## Demografia

### Població
El 2007 la població de fet de Chaspuzac era de 630 persones. Hi havia 220 famílies de les quals 39 eren unipersonals (12 homes vivint sols i 27 dones vivint soles), 63 parelles sense fills, 110 parelles amb fills i 8 famílies monoparentals amb fills.
La població ha evolucionat segons el següent gràfic:
Habitants censats

### Habitatges
El 2007 hi havia 272 habitatges, 231 eren l'habitatge principal de la família, 38 eren segones residències i 2 estaven desocupats. 252 eren cases i 19 eren apartaments. Dels 231 habitatges principals, 179 estaven ocupats pels seus propietaris, 50 estaven llogats i ocupats pels llogaters i 2 estaven cedits a títol gratuït; 1 tenia una cambra, 3 en tenien dues, 15 en tenien tres, 51 en tenien quatre i 162 en tenien cinc o més. 211 habitatges disposaven pel capbaix d'una plaça de pàrquing. A 66 habitatges hi havia un automòbil i a 151 n'hi havia dos o més.

### Piràmide de població
La piràmide de població per edats i sexe el 2009 era:
| Homes | Edats   | Dones |
| ----- | ------- | ----- |
| 0     | 95 o +  | 0     |
| 0     | 90 a 94 | 8     |
| 4     | 85 a 89 | 0     |
| 0     | 80 a 84 | 8     |
| 8     | 75 a 79 | 8     |
| 4     | 70 a 74 | 4     |
| 8     | 65 a 69 | 20    |
| 8     | 60 a 64 | 4     |
| 4     | 55 a 59 | 0     |
| 28    | 50 a 54 | 24    |
| 12    | 45 a 49 | 24    |
| 28    | 40 a 44 | 20    |
| 20    | 35 a 39 | 28    |
| 28    | 30 a 34 | 20    |
| 16    | 25 a 29 | 20    |
| 4     | 20 a 24 | 12    |
| 24    | 15 a 19 | 8     |
| 36    | 10 a 14 | 28    |
| 16    | 5 a 9   | 28    |
| 8     | 0 a 4   | 28    |

## Economia
El 2007 la població en edat de treballar era de 427 persones, 323 eren actives i 104 eren inactives. De les 323 persones actives 310 estaven ocupades (170 homes i 140 dones) i 13 estaven aturades (7 homes i 6 dones). De les 104 persones inactives 42 estaven jubilades, 32 estaven estudiant i 30 estaven classificades com a «altres inactius».

### Ingressos
El 2009 a Chaspuzac hi havia 247 unitats fiscals que integraven 666 persones, la mediana anual d'ingressos fiscals per persona era de 16.420 €.

### Activitats econòmiques
Dels 36 establiments que hi havia el 2007, 1 era d'una empresa alimentària, 1 d'una empresa de fabricació de material elèctric, 1 d'una empresa de fabricació d'elements pel transport, 6 d'empreses de fabricació d'altres productes industrials, 7 d'empreses de construcció, 9 d'empreses de comerç i reparació d'automòbils, 1 d'una empresa de transport, 3 d'empreses d'hostatgeria i restauració, 3 d'empreses financeres, 1 d'una empresa de serveis i 3 d'empreses classificades com a «altres activitats de serveis».
Dels 12 establiments de servei als particulars que hi havia el 2009, 2 eren tallers de reparació d'automòbils i de material agrícola, 2 paletes, 1 guixaire pintor, 2 fusteries, 1 electricista, 2 perruqueries, 1 restaurant i 1 saló de bellesa.
L'únic establiment comercial que hi havia el 2009 era una botiga d'equipament de la llar.
L'any 2000 a Chaspuzac hi havia 19 explotacions agrícoles que ocupaven un total de 624 hectàrees.

## Equipaments sanitaris i escolars
El 2009 hi havia una escola elemental.

## Poblacions més properes
El següent diagrama mostra les poblacions més properes.